# Demonax luridicornis
Demonax luridicornis är en skalbaggsart som beskrevs av Louis Alexandre Auguste Chevrolat 1863. Demonax luridicornis ingår i släktet Demonax och familjen långhorningar. Inga underarter finns listade i Catalogue of Life.